# Арыстанов, Нургали Алмасбаевич
Нургали Алмасбаевич Арыстанов (каз. Нұрғали Алмасбайұлы Арыстанов; род. 31 мая 1978, Кзыл-Ординская область) — казахстанский дипломат, Чрезвычайный и Полномочный Посол Казахстана в Республике Корея (с 2023 года).

## Биография
В 1995 году окончил Республиканскую физико-математическую школу-интернат им. О.Жаутыкова в Алматы.
Окончил Казахский государственный национальный университет им. аль-Фараби и Университет Джонса Хопкинса (США).
В 1999 году начал дипломатическую службу в должности референта Департамента двустороннего сотрудничества Министерства иностранных дел Республики Казахстан (МИД РК).
В 2000—2004 годах работал в посольстве Казахстана в Пакистане референтом, атташе, третьим секретарём.
В 2004—2005 годах работал вторым секретарём Департамента Азии и Африки МИД РК.
В 2005—2009 годах — второй, первый секретарь посольства Казахстана в Индии.
В 2009—2010 годах — первый секретарь, советник Департамента Америки МИД РК.
В 2010—2017 годах — первый секретарь, советник посольства Казахстана в США.
В 2017—2019 годах года работал руководителем управления, заместителем директора Департамента Америки МИД РК. 
С октября по декабрь 2019 года занимал должность директора Департамента общеазиатского сотрудничества МИД РК. 
С 2019 по 2021 годы был директором Департамента Азиатско-Тихоокеанского региона МИД РК. 
В 2021—2023 годах — директор Департамента Америки МИД РК.
С 16 июня 2023 года — Чрезвычайный и Полномочный Посол Казахстана в Республике Корея (с 2023 года).
Награжден медалью «Ерен еңбегі үшін» (2022).